# Carl-Erik Svensson
Carl-Erik Svensson (Göteborg, 20 de febrer de 1891 – Estocolm, 9 de novembre de 1978) va ser un gimnasta artístic suec que va competir a començaments del segle xx.
El 1912 va prendre part en els Jocs Olímpics d'Estocolm, on va guanyar la medalla d'or en el concurs per equips, sistema suec del programa de gimnàstica.